# 1-е Никольское
1-е Никольское — деревня в Медвенском районе Курской области России. Входит в состав Китаевского сельсовета.

## География
Деревня находится на юге центральной части Курской области, в пределах Среднерусской возвышенности, в лесостепной зоне, на правом берегу реки Полной, на расстоянии примерно 16 километров (по прямой) к северо-востоку от Медвенки, административного центра района. Абсолютная высота — 187 метров над уровнем моря.

### Климат
Климат характеризуется как умеренно континентальный, с тёплым летом и умеренно холодной зимой. Среднегодовая температура воздуха — 5,5 °C. Абсолютный минимум температуры воздуха самого холодного месяца (января) составляет −37 °C; абсолютный максимум самого тёплого месяца (июля) — 35 °C. Безморозный период длится около 151 дня в году. Среднегодовое количество атмосферных осадков составляет 587 мм, из которых большая часть выпадает в тёплый период.

### Часовой пояс
Деревня 1-е Никольское, как и вся Курская область, находится в часовой зоне МСК (московское время). Смещение применяемого времени относительно UTC составляет +3:00.

## Население
| 2002 | 2010 |
| ---- | ---- |
| 15   | ↘7   |

### Половой состав
По данным Всероссийской переписи населения 2010 года в половой структуре населения мужчины составляли 57,1 %, женщины — соответственно 42,9 %.

### Национальный состав
Согласно результатам переписи 2002 года, в национальной структуре населения русские составляли 100 %.

## Инфраструктура
Личное подсобное хозяйство. В деревне 18 домов.

## Транспорт
1-е Никольское находится в 17 км от автодороги федерального значения М2 «Крым» (часть европейского маршрута E 105), в 7,5 км от автодороги межмуниципального значения 38Н-236 (М-2 «Крым» — Полевая), в 1,5 км от автодороги 38Н-237 (М-2 «Крым» — Полный — 38Н-236), в 16,5 км от ближайшей ж/д станции Полевая (линия Клюква — Белгород).
В 94 км от аэропорта имени В. Г. Шухова (недалеко от Белгорода).